# Divisió Azul

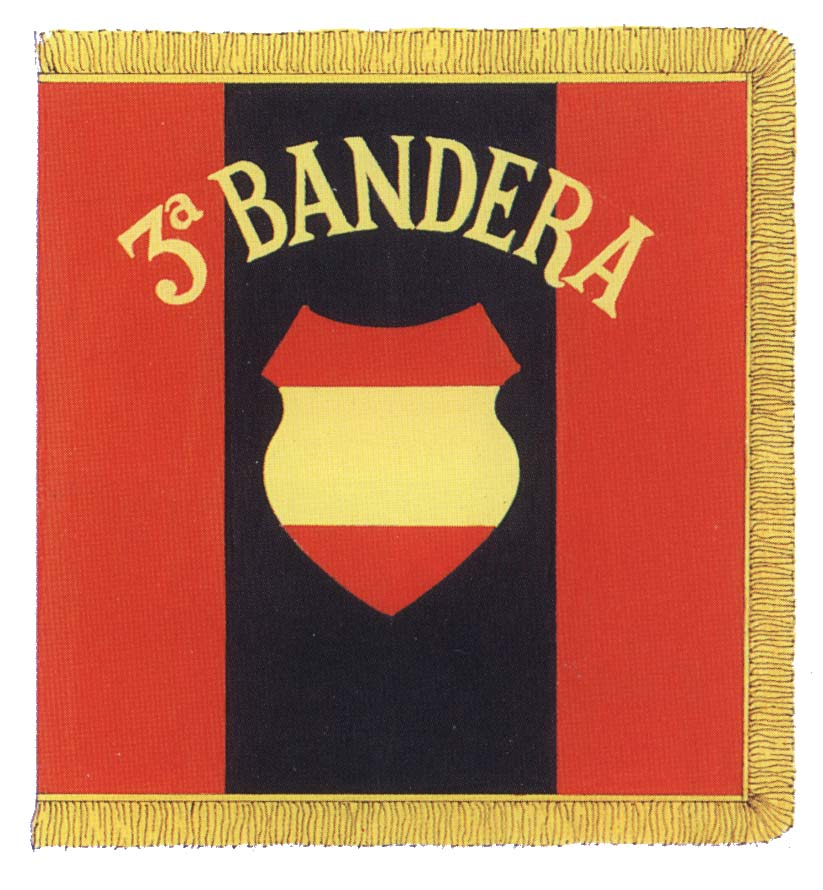
Una de les banderes de la Divisió Blava

La División Azul (en castellà; rarament traduït en català, Divisió Blava; en alemany, Blaue Division), la 250 Divisió d'Infanteria de la Wehrmacht, va ser una unitat voluntària dels partidaris del franquisme, la qual va lluitar a favor de Hitler durant la Segona Guerra Mundial, al Front Oriental contra la Unió Soviètica. Fou un fracàs militar, polític i una taca que la dictadura no va poder netejar fins que l'any 1953 fou admesa per raons geoestratègiques a les Nacions Unides.

## Origen
Tot i que Espanya no es va incorporar oficialment a la Segona Guerra Mundial del costat de les Potències de l'Eix, el general Francisco Franco va trametre voluntaris allistats a la Wehrmacht. Així es podia mantenir la neutralitat del règim mentre simultàniament compensava Hitler pel seu ajut durant la Guerra Civil espanyola (vegeu Legió Còndor). El ministre d'Afers Exteriors de l'època, Ramón Serrano Suñer, va suggerir la creació d'un cos voluntari, al principi de l'Operació Barba-roja, i Franco va enviar una oferta oficial de l'ajut a Berlín. Hitler va aprovar l'ús de voluntaris espanyols el 24 de juny de 1941, i José Luis Arrese Magra, el secretari general del Movimiento va donar les instruccions de reclutament.
Es va formar una divisió completa (18.104 homes, 2.612 dels quals eren oficials i la resta soldats). La meitat eren militars de carrera, i molts falangistes veterans de la Guerra Civil. Hi ha indicis que entre la tropa hi hagué un cert nombre que hi anaren forçats. El general Agustín Muñoz Grandes fou el designat per a comandar la unitat. Enquadrada en l'exèrcit (Heer) de la Wehrmacht com a 250a Divisió d'Infanteria (en alemany, 250. Infanteriedivision), n'usà l'uniforme gris (feldgrau), amb l'escut de nacionalitat (bandera espanyola i la paraula España) a la part superior de la màniga dreta.
El 13 de juliol de 1941 va sortir de Madrid cap a Grafenwohr (⁣⁣Baviera⁣⁣), el primer tren de divisionaris per passar cinc setmanes d'instrucció. La 250 Divisió d'Infanteria es va dividir en tres regiments amb els noms de les ciutats d'on provenien la major part dels soldats: Barcelona, València i Sevilla. Cada regiment tenia tres batallons, formats per quatre companyies cadascun, i un regiment d'artilleria amb tres bateries de 150 mm i una bateria pesant de reforç.
El 20 d'agost, després de prendre jurament (modificat per mencionar la lluita contra el comunisme), la divisió va ser enviada al Front Oriental. Va ser transportada amb tren a Suwalki, (Polònia), des d'on va avançar a peu. Després d'arribar a Smolensk, es va desplegar en el setge de Leningrad, on va formar part del 15è Exèrcit alemany.

## Participació en la guerra
La Divisió va sofrir greus pèrdues als fronts de Leningrad i de Novgorod, tant per combat com per l'acció del fred. A partir de maig de 1942 hi arribaren més efectius per a cobrir les baixes i rellevar els combatents ferits o morts. En total, fins a 46.000 homes van servir al front rus, dels quals 2000 eren catalans.
Després de la caiguda del front a la batalla de Stalingrad, la situació canvià i es desplegaren tropes alemanyes en comptes de les espanyoles. Això coincidí amb el relleu del comandament de la divisió, assignat al general Emilio Esteban Infantes, i els aliats pressionaren el dictador espanyol perquè retirés les tropes. Les negociacions, a la darreria de 1943, van concloure amb una ordre de repatriació esglaonada a partir del 10 d'octubre. Les baixes de la divisió havien estat de 4.954 morts, 8.700 ferits i 372 presoners.
Franco provà de dulcificar la retirada davant Hitler: en comptes de liquidar directament la intervenció espanyola, ho presentà com a reducció; així, la Divisió Blava es transformà en una unitat menor, sota el nom de Legión Española de Voluntarios, usualment coneguda com a Legión Azul, sempre dins la Wehrmacht, que es componia—forçosament—dels soldats que duguessin menys de deu mesos de servei; en total, uns tres mil homes com a màxim. Quan resultà del tot evident que el Tercer Reich perdria la guerra, Franco acabà dissolent i repatriant també la Legión Azul (març del 1944).
Encara els feixistes més fanàtics, unes desenes de repatanis, s'incorporaren a les Waffen-SS, i n'hi hagué que combateren com a voluntaris contra els partisans iugoslaus, contra la resistència francesa, fins i tot en la batalla de Berlín, etc.

## Repatriació dels últims supervivents
En la postguerra Franco instrumentalitzà propagandísticament l'existència de presos de guerra espanyols a l'URSS, i n'elaborà tota una mística de "martiri" i "heroisme". Finalment, i mitjançant la Creu Roja, els darrers 220 supervivents de la Divisió Blava foren repatriats per l'URSS des de Sibèria, passant per Odessa, i arribaren al port de Barcelona el 2 d'abril de 1954 en el vaixell grec Semíramis.

## Homenatges institucionals
Tant durant els governs del PSOE com del PP hi ha hagut actes d'homenatge institucional a les tropes de la División Azul.
El 2004, durant el govern de José Luis Rodríguez Zapatero (PSOE), el ministre de Defensa José Bono va incloure en la desfilada del Dia de la Hispanitat (12 d'octubre) un veterà de la Divisió Blava al costat d'un altre de l'Exèrcit Republicà, al·ludint a una suposada «reconciliació entre espanyols».
El 2013, ja durant el govern de Mariano Rajoy (PP), la delegada del govern a Catalunya, María de los Llanos de Luna, al costat de l'alcalde de Sant Andreu de la Barca (PSC), lliurà un diploma a la Germandat d'Excombatents de la Divisió Blava, en ocasió d'un homenatge organitzat per la Guàrdia Civil. Aquest homenatge rebé dures crítiques de la premsa internacional, especialment l'alemanya i la britànica.

## Mitificació privada
Al llarg del règim franquista existí una bibliografia copiosa (sobretot memorialística) que es dedicava a mitificar la Divisió Blava, paral·lelament a la glorificació que en feia el règim. Així mateix, es formaren organitzacions de veterans de la Divisió Blava que funcionaren en part com a grups d'ajut mutu i en part com a influents grupuscles ultradretans.
Avui dia, entre elements de l'extrema dreta espanyola, però també entre simples afeccionats espanyols a la militària, continua existint un autèntic culte mitificador de la Divisió Blava, com es pot constatar en l'allau d'obres anàlogament laudatòries publicades en espanyol en les darreres dècades, les quals venen a afegir-se a una tradició ja ben llarga. De fet, una part gens negligible de la producció uniformològica espanyola actual gira entorn de la Divisió Blava.

## Resum de forces de la Divisió Blava
Homes
- Oficials: 603
- Sotsoficials: 2.601
- Tropa: 13.733
  - Total: 16.937

Cavalls
- De sella: 1.451
- Lleugers de tir: 3.271
- De tir: 979
  - Total: 5.701

Vehicles
- Automòbils: 360
- Camions: 104
- Motocicletes: 288
  - Total: 752[12]